# Ferrotypi
Ferrotypi är en metod för framställning av fotografier med positivt tryck. 
Metoden, som patenterades 1856, skilde sig väldigt lite från dåtidens etablerade ambrotypi. Istället för att applicera jodkollodium som gjorts ljuskänsligt genom neddoppning i en silvernitratlösning på en glasplåt använde man en svartlackerad järnplåt.
Bilden framkallades i en vattenlösning av järnvitriol, surgjord med ättiksyra, och fixerades i en cyankaliumlösning. Plåten kan även vara preparerad med bromsilvergelatin i stället för jodkollodium, men den framkallade och fixerade bilden måste i så fall blekas i en kvicksilverkloridlösning för att bli synlig.
Namnet kommer från de latinska orden ferrum (järn) och typos (avtryck).
Den kom att fungera som ett slags snabbfotografering hos kringresande fotografer och mobila fotografiateljéer, och levde kvar vid sidan om papperspositiven en bit in på 1900-talet.
I slutet av 1880-talet introducerades plåtar med torrt gelatinskikt färdiga att användas. Speciella kameror för gatufotografering togs fram. Fotografen kunde via ljustäta öppningar i kameran ta fram plåtarna ur deras förpackning för exponering. Plåtarna placerades i kamerans fokalplan, bilden togs, och plåten lades någon minut i en framkallnings- och fixeringstank inne i kameran. Den kunde sedan tas fram och sköljas i en vattentank utanför kameran för att få bort restprodukter.
En variant på tekniken är tinotypin, som använder en förtennad järnplåt istället. Bilden blir då något ljusare men skiljer sig annars inte mycket från ferrotypen.